# Acanthocephalus clavula
Acanthocephalus clavula är en hakmaskart som först beskrevs av Félix Dujardin 1845.  I den svenska databasen Dyntaxa används istället namnet Echinorhynchus clavula. Acanthocephalus clavula ingår i släktet Acanthocephalus och familjen Echinorhynchidae. Arten är reproducerande i Sverige. Inga underarter finns listade i Catalogue of Life.